# Оберріт (Санкт-Галлен)
Оберріт (нім. Oberriet) — громада  в Швейцарії в кантоні Санкт-Галлен, виборчий округ Райнталь.

## Географія
Громада розташована на відстані близько 170 км на схід від Берна, 19 км на південний схід від Санкт-Галлена.
Оберріт має площу 34,6 км², з яких на 14,8% дозволяється будівництво (житлове та будівництво доріг), 54,7% використовуються в сільськогосподарських цілях, 26,4% зайнято лісами, 4% не є продуктивними (річки, льодовики або гори).

## Демографія
2019 року в громаді мешкало 8979 осіб (+8% порівняно з 2010 роком), іноземців було 18,1%. Густота населення становила 260 осіб/км².
За віковим діапазоном населення розподілялося таким чином: 22% — особи молодші 20 років, 62,4% — особи у віці 20—64 років, 15,6% — особи у віці 65 років та старші. Було 3583 помешкань (у середньому 2,5 особи в помешканні).
Із загальної кількості 5175 працюючих 331 був зайнятий в первинному секторі, 2700 — в обробній промисловості, 2144 — в галузі послуг.